# André Velter
André Velter, né le 1er février 1945 à Signy-l'Abbaye dans les Ardennes, est un poète, essayiste et homme de radio français.

## Biographie
André Velter est né en 1945 à Signy-l'Abbaye, d'un père lui-même poète, Jean Velter. En 1963, il rencontre Serge Sautreau à Paris. C’est le début d’une écriture commune, avec publications de premiers poèmes dans Les Temps modernes, avant l’édition chez Gallimard en 1966 de Aisha.
Il reçoit le prix Mallarmé en 1990 pour L’Arbre-Seul  et le Goncourt/Poésie en 1996 pour l’ensemble de son œuvre,,.
Pendant une dizaine d’années, il publie, seul ou avec Serge Sautreau, chez Fata Morgana, Seghers, Christian Bourgois, avant que de longs séjours en Afghanistan et dans l’Himalaya n’influent de façon décisive sur sa vie et son écriture. La découverte de l’univers tibétain en compagnie de Marie-José Lamothe, qui a entrepris la traduction des Œuvres complètes de l’ermite-poète Milarépa, inspire son recueil Le Haut-Pays (Gallimard), une série d’émissions sur France Culture : Tibet 87, renaissance ou illusion, et deux albums : Peuples du Toit du Monde (Le Chêne) et Ladakh-Himalaya (Albin Michel). Il produit sur France Culture les séquences de Poésie sur Parole (de 1987 à 2008) et les soirées-spectacles réalisées avec Claude Guerre (Les Poétiques, Orphée-Studio, etc), il ne renonce pas à ses voyages au long cours en Inde, au Tibet et dans tout l’Orient, ce dont témoigne l’ensemble de ses livres de poésie, les chroniques qu’il donne dans le journal Le Monde, autant que la revue Caravanes qu’il dirige avec Jean-Pierre Sicre aux éditions Phébus.
Il publie plus de cent cinquante livres illustrés par des photographes, dont Gérard Rondeau, Marc Riboud, Marie-José Lamothe,, Roland et Sabrina Michaud, Chris Steele-Perkins), par des peintres dont Paul Rebeyrolle, Vladimir Veličković,, et  Ernest Pignon-Ernest).
Il réalise également des livrets consacrés aux spectacles du Théâtre équestre de Bartabas, et dans les éditions revues et augmentées de Zingaro suite équestre (dessins d’Ernest Pignon-Ernest, Gallimard).
Le printemps 1998 voit, à moins de deux mois d’écart, la disparition de sa compagne Marie-José Lamothe et de son amante alpiniste, Chantal Mauduit. Il écrit alors Femme de Lumière, Marie-José Lamothe sur les chemins du Tibet ainsi que L’amour extrême et autres poèmes pour Chantal Mauduit (Poésie/Gallimard).
Il donne des récitals dans le monde arabe (avec Adonis et Mahmoud Darwich), en Israël, en Indonésie, au Vietnam, au Mexique, en Inde… Il devient responsable de la collection de poche Poésie/Gallimard. Il crée, avec Jack Lang et Emmanuel Hoog, Le Printemps des Poètes, en 1999, et en assure la direction artistique pendant deux ans. À Reims, il participe à la programmation du festival À scène ouverte, avec Emmanuel Demarcy-Mota. À la Maison de la Poésie de Paris, il organise un hommage à Serge Sautreau, puis des soirées consacrées à François Cheng, Adonis et Juan Gelman…
En 2021, son recueil Séduire l’univers précédé de À contre-peur, publié chez Gallimard, lui vaut le prix Guillaume-Apollinaire.

## Distinctions
- Prix Mallarmé (1990)
- Prix Louise-Labé (1993)
- Prix Goncourt de la poésie (1996)
- Prix Guillaume-Apollinaire (2021)

## Œuvres littéraires

### Poésie
- Aisha, avec Serge Sautreau, préface d’Alain Jouffroy, Gallimard, 1966.
- Du Prisme noir, avec Serge Sautreau, Fata Morgana, 1971.
- La poupée du vent, Christian Bourgois, 1977.
- Passage en force (1971-1974), préface de Bernard Noël, Le Castor astral, 1994.
- Étapes brûlées (1974-1978), Le Castor astral, 1996.
- Dar-î-Nûr, avec Serge Sautreau, Nulle Part, 1978.
- L’Enfer et les fleurs, Fata Morgana, 1987.
- Le mausolée du maître blanc, To the happy few, avec Abidine, Fata Morgana, 1988
- Velickovic, l’épouvante et le vent, Fata Morgana, 1988.
- Autoportraits, Paroles d’Aube, 1990.
- L’Arbre-Seul, Gallimard, 1990, repris en Poésie/Gallimard, 2001, (Prix Mallarmé).
- Le Haut-Pays, Gallimard, 1995 (Goncourt/Poésie).
- Du Gange à Zanzibar, Gallimard, 1993 (Prix Louise Labé).
- Ouvrir le chant, Le Castor astral, 1994
- L'Atelier céleste de Bénarès, Fourmagnac, L'Etoile des limites, 1994
- Zingaro suite équestre, dessins d’Ernest Pignon-Ernest, Gallimard, 1998, repris en Folio, 2000 (Prix Pégase).
- La vie en dansant, Gallimard, 2000.
- Le septième sommet, poèmes pour Chantal Mauduit, Gallimard, 1998.
- L’amour extrême, poèmes pour Chantal Mauduit, Gallimard, 2000.
- Une autre altitude, poèmes pour Chantal Mauduit, Gallimard, 2001.
- La traversée du Tsangpo, huit sérigraphies de Francis Herth, éditions Rencontres, 2003.
- Au Cabaret de l’éphémère, Gallimard, 2005.
- Zingaro suite équestre et Un piaffer de plus dans l’inconnu, dessins d’Ernest Pignon-Ernest, Gallimard, 2005.
- L’amour extrême et autres poèmes pour Chantal Mauduit, Poésie/Gallimard, 2007 (Prix des Découvreurs).
- Le Haut-Pays, suivi de La traversée du Tsangpo, Gallimard, 2007.
- Midi à toutes les portes, Gallimard, 2007.
- Tant de soleils dans le sang, livre-récital avec Pedro Soler et sept poèmes-tracts avec Ernest Pignon-Ernest, Alphabet de l’espace, 2008. Gallimard, 2014.
- Extases, avec Ernest Pignon-Ernest, Gallimard, 2008 (Prix de la Nuit du Livre).
- Paseo Grande, livre-récital avec Olivier Deck et sept poèmes talismans d’Antonio Segui, Gallimard, 2011.
- Avec un peu plus de ciel, Gallimard, 2012.
- Zingaro suite équestre et autres poèmes pour Bartabas, dessins d’Ernest Pignon-Ernest, Gallimard, 2012.
- Prendre feu, avec Zéno Bianu, Gallimard, 2013.
- Jusqu'au bout de la route, livre-récital avec Gaspar Claus, Gallimard, 2014.
- Séduire l’univers précédé d'À contre-peur, Gallimard, 2021 (Prix Apollinaire).
- Au feu du désir même, Actes Sud, 2022, avec des croquis d'Ernest Pignon-Ernest.

### Essais
- Le livre de l'outil, avec Marie-José Lamothe, Hier et Demain, 1976, réédition Phébus.
- Les outils du corps, avec Marie-José Lamothe, Hier et Demain, 1978, réédition Messidor.
- « Notes de transit », dans Le mensonge - Chroniques des années de crise, Textes et illustrations réunis et présentés par O. Kaeppelin et I. Messac, Ed. Encres, 1978
- Les bazars de Kaboul, avec Emmanuel Delloye, photos de marie-José Lamothe, Hier et Demain, 1979, réédition A-M Métaillié.
- Peuples du toit du monde, photos de Marie-José Lamothe, Chêne-Hachette, 1981.
- Ladakh-Himalaya, photos de Marie-José Lamothe, Albin Michel.
- Marelle-Mémoire, photos de Gérard Rondeau, Marval.
- Ghérasim Luca Passio Passionnément, JMPlace/Poésie, 2001.
- Attendons Zapata d’urgence, L’Atelier des Brisants, 2001.
- René Char, photos de Marie-José Lamothe, L’Atelier des Brisants, 2001.
- Écrire au long cours, L’Atelier des Brisants, 2003.
- Ciels, photos d'Olivier Dassault, Cercle d'Art, 2005.
- La Seine des photographes, Gallimard/Monum, 2006.
- Ernest Pignon-Ernest, Bärtschi-Salomon Éditions, 2007.
- Ernest Pignon-Ernest, Gallimard, 2014.

### Anthologies
- Les Poètes du Chat Noir, Poésie/Gallimard, 1996.
- L'Himalaya, Favre, 1997.
- Orphée Studio, poésie d’aujourd'hui à voix haute, Poésie/Gallimard, 1999.
- Le Chant des villes, avec Jean-Claude Perrier, Mercure de France, 2006.
- Il pleut des étoiles dans notre lit, Cinq poètes du Grand Nord, Poésie/Gallimard, 2012.
- Petite bibliothèque de poésie (de Villon à Rimbaud), Télérama/Gallimard, 2013.

## Œuvres radiophoniques
André Velter a régulièrement animé des émissions radiophoniques, ayant pour thème la poésie, mais aussi l'Asie (Inde, Afghanistan, Tibet, etc.), notamment des émissions spéciales, et  sur France Culture les séquences successives de Poésie sur Parole de 1987 à 2008, Agora, Poésie Studio, ainsi que des soirées-spectacles réalisées avec Claude Guerre, Les Poétiques, en public au Théâtre du Rond-Point.
- Pour Ainsi Dire (1985-1987)
- Poésie sur Parole (1987-2008)[19]
- Agora (1995-1998)

## Discographie & vidéographie
- Le grand passage, CD Paroles d’Aube, 1994.
- Ça cavale, CD Paroles d’Aube, 1994.
- Stentor, avec le groupe Outland, Z. Bianu, A. Velter, CD Terronès/Marge, 2001.
- Jérusalem 2000, CD Éditions Thélème/Élios Productions, 2001.
- Tombeau de Chantal Mauduit, par François-René Duchâble et Alain Carré, CD Groupe Ooctave/Frémeaux & Associés, 2001.
- C'était l’Afghanistan, 3 CD INA/Frémeaux & Associés, 2002.
- La vie en dansant, CD Autrement dit, 2002.
- La faute à qui, avec Valérie Rouzeau, CD Éditions Thélème/Élios Productions, 2004.
- La traversée du Tsangpo, CD Éditions Thélème/Élios Productions, 2004.
- Décale-moi l’horaire, CD Éditions EPM, 2005.
- La fiancée bleue, par Alain Carré et Frédéric Vérité, CD Autrement dit, 2007.
- Tant de soleils dans le sang, DVD Alphabet de l'espace, 2008.
- Récital équestre, CD Quizas Productions / Celia Records, 2008.

### Ouvrages critiques
- Gérard Noiret, André Velter. Ouvrir le chant, Paris, J.-M. Place, 2004
- Sophie Nauleau, André Velter, troubadour au long cours : vers une nouvelle oralité poétique., Université Paris Sorbonne-Paris IV (thèse de doctorat), 2009 (lire en ligne).